# Alexander Ankvab
Aleksandr Ankvab (Sucumi, 26 de dezembro de 1952) é um político e empresário abecásio, primeiro-ministro da Abecásia de 23 de abril de 2020 a 18 de novembro de 2024, tendo já ocupado o cargo anteriormente, de 14 de fevereiro de 2005 a 13 de fevereiro de 2010. Também foi presidente da Abecásia de 29 de maio de 2011 a 1 de junho de 2014.
É formado em Direito pela Universidade Estatal de Rostov e membro do partido Aitaira. Ankvab já sofreu seis tentativas de assassinato.[carece de fontes?]